# Pietro Sografi
Pietro Sografi (Padova, 29 luglio 1756 – Padova, 27 maggio 1815) è stato un chirurgo italiano.
Attivo a Padova, fu professore di ostetricia all'Università di Padova e rettore dello stesso ateneo.

## Biografia
Si forma con il padre, anch'egli medico. Suo fratello, Antonio Simeone Sografi, era un popolare librettista di opere. 
La sua opera più rilevante fu pubblicata nel 1788 col titolo di Corso elementare dell'arte di raccogliere i parti, nel quale la materia veniva trattava con ampiezza e chiarezza. Come avvenne per altri docenti, il 24 agosto del 1799, dopo l'arrivo gli austriaci, Sografi fu estromesso dall'insegnamento perché sospettato di giacobinismo. Riottenne la cattedra il 15 dicembre del 1806 a seguito dell'avvento del Regno d'Italia e divenne rettore dell'ateno dal 1809 al 1810.
Era conosciuto come un uomo di grande carità, prodigando aiuti a chi ne avesse bisogno. Napoleone lo insignì della Corona di Ferro.

## Opere
- Saggio di riflessioni sopra l'amputazione dei membri, Milano, 1730.
- Memoria sopra una singola osservazione di una pietra formata intorno ad un corpo estranco, introduzione nella vescica di un uomo, ed estratto con operazione dell'apparato laterale secondo il metodo di M. Le Cat., Padova, 1762.
- Corso elementare dell'arte di raccoglieri i parti, Padova, 1788.
- Dialogo drammatico per nozze, Padova, 1795.